# 殺しの分け前/ポイント・ブランク
『殺しの分け前/ポイント・ブランク』（原題：Point Blank）は、1967年制作のアメリカ合衆国のアクション映画。
ドナルド・E・ウェストレイクが「リチャード・スターク」名義で執筆した小説「悪党パーカー/人狩り」を映画化したネオ・ノワール。ジョン・ブアマン監督の劇場公開第2作であり、彼の出世作となった。

## あらすじ
ウォーカーは戦友のマルに懇願されてアルカトラス刑務所跡で行われている密売の金を強奪したが、直後にマルは態度が豹変、ウォーカーを撃ち金を奪って逃げた。幸い弾は急所を外れウォーカーは一命を取り留めたが、マルはウォーカーの妻リンと通じており、ウォーカーを刑務所跡に残したままリンとともに逃げてしまう。
1年後、マルとリンの行方を探すウォーカーは、ヨストと名乗る男から分け前と妻を取り戻す手助けをする代わりに、自分が組織を握るのに手を貸してくれと持ちかけられ、マルがリンをかこっているマンションを教えられた。だが、ウォーカーがそのマンションに行ってみると、マルの姿はなく、さらにやっと再会できたリンは、夫への裏切りを後悔して自殺してしまう。ウォーカーはリンにマルからの手当てを持ってきた組織の下っ端を締め上げてマルの配下のビッグ・ジョンことジョン・ステッグマンの名を聞き出す。
復讐に燃えるウォーカーはビッグ・ジョンを締め上げて、マルがナイトクラブを経営しているリンの妹クリスを新しい情婦にしようとしていることを聞き出した。ウォーカーはクリスの協力を得てマルのマンションに忍び込みマルを締め上げるが、マルはウォーカーに「金は全部組織に納めて、手元にない。」と告げる。ウォーカーはマルから組織の幹部カーター、ブルースター、フェアファクスの名を聞き出す。マルはウォーカーに命乞いをするが、それがかえってウォーカーに過去のマルの裏切りを思い出させウォーカーの怒りの火に油を注ぐことになる。マルはウォーカーの手を逃れようとしてビルのテラスから転落死してしまう。
ウォーカーは「マルと強奪した金の分け前」を取り戻す決意をし、組織を牛耳る3人のボス、カーター、ブルースター、フェアファクスに次々と迫っていく。

## キャスト
| 役名                   | 俳優                   | 日本語吹替                        |
| 役名                   | 俳優                   | NET版                             |
| ---------------------- | ---------------------- | --------------------------------- |
| ウォーカー             | リー・マーヴィン       | 小林清志                          |
| クリス                 | アンジー・ディキンソン | 平井道子                          |
| ヨスト                 | キーナン・ウィン       | 北山年夫                          |
| ブルースター           | キャロル・オコナー     | 島宇志夫                          |
| フレデリック・カーター | ロイド・ボックナー     | 家弓家正                          |
| ステッグマン           | マイケル・ストロング   | 大宮悌二                          |
| マル・リース           | ジョン・ヴァーノン     | 納谷悟朗                          |
| リン                   | シャロン・アッカー     | 上田みゆき                        |
| 殺し屋                 | ジェームズ・シッキング |                                   |
| サンディ               | サンドラ・ワーナー     |                                   |
| ロビィ                 | シド・ヘイグ           |                                   |
| 不明 その他            | N/A                    | 沢田敏子 緑川稔 清川元夢 宮内幸平 |
| 日本語スタッフ         |                        |                                   |
| 演出                   |                        |                                   |
| 翻訳                   |                        |                                   |
| 効果                   |                        |                                   |
| 調整                   |                        |                                   |
| 制作                   |                        |                                   |
| 解説                   | 解説                   | 増田貴光                          |
| 初回放送               | 初回放送               | 1972年4月1日 『土曜映画劇場』     |

## 関連作品
- ペイバック - 1999年の映画。メル・ギブソン主演、ブライアン・ヘルゲランド監督。同じリチャード・スタークの小説「悪党パーカー/人狩り」を原作としている。